# Aeromarine AS
Die Aeromarine AS war eine Kleinserie von drei bewaffneten Aufklärungs- und Wasserflugzeugen der Aeromarine Plane and Motor Company von 1920 für die United States Navy.

## Beschreibung
Die US Navy forderte einen zweisitzigen, bewaffneten Seeaufklärer, der auch die Rolle als Jagdflugzeug übernehmen konnte. Aeromarine entwickelte daraufhin die Aeromarine AS-1 und baute einen Prototyp. Die AS-1 war ein zweisitziges Doppeldecker-Wasserflugzeug. Es hatte zwei Schwimmer, hintereinander liegende Sitze, einen starren Zweiblattpropeller und ein nach unten laufendes Leitwerk. Nach intensiven Tests durch die US Navy wurden zwei weitere als AS-2 bezeichnete Flugzeuge bestellt. Bei diesen wurden der Motor verkleidet und das Seitenleitwerk vergrößert. So war das Schussfeld nach hinten oben etwas eingeschränkt. Im Unterschied zur AS-1 waren die Spannweiten von oberer und unterer Tragfläche mit 11,43 m identisch.

## Technische Daten
| Kenngröße                   | Daten der AS        |
| --------------------------- | ------------------- |
| Besatzung                   | 2                   |
| Länge                       | 9,14 m              |
| Spannweite                  | 11,43 m             |
| Höhe                        | 3,30 m              |
| Flügelfläche                | 36,32 m²            |
| Leermasse                   | 1042 kg             |
| max. Startmasse             | 1466 kg             |
| Höchstgeschwindigkeit (VMO) | 188 km/h            |
| Dienstgipfelhöhe            | 4900 m              |
| Steiggeschwindigkeit        | 3,8 m/s             |
| Triebwerk                   | ein Hispano-Suiza 8 |
| Bewaffnung                  | 2 Maschinengewehre  |